# Калпітія (підрозділ окружного секретаріату)
Підрозділ окружного секретаріату Калпітія — підрозділ окружного секретаріату округу Путталам, Північно-Західна провінція, Шрі-Ланка. Складається з 31 Грама Ніладхарі.